# Euscorpius canestrinii
Espèce
Synonymes
- Scorpius canestrinii Fanzago, 1872
- Euscorpius carpathicus canestrinii (Fanzago, 1872)

Euscorpius canestrinii est une espèce de scorpions de la famille des Euscorpiidae.

## Distribution
Cette espèce est endémique de Sardaigne en Italie.

## Systématique et taxinomie
Cette espèce a été décrite sous le protonyme Scorpius canestrinii par Fanzago en 1872. Elle est placée dans le genre Euscorpius par Birula en 1900.. Elle est considérée comme une sous-espèce d'Euscorpius carpathicus par Caporiacco en 1950. Elle est placée en synonymie avec Euscorpius sicanus par Fet, Soleglad, Gantenbein, Vignoli, Salomone, Fet et Schembri en 2003. Elle est relevée de sa synonymie par Tropea en 2017.

## Étymologie
Cette espèce est nommée en l'honneur de Giovanni Canestrini.

## Publication originale
- Fanzago, 1872 : Sullo Scorpius flavicaudus De Geer. Annuario della Societa dei Naturalisti di Modena, vol. 10, p. 1-4.